# Habenaria montolivaea
Habenaria montolivaea là một loài thực vật có hoa trong họ Lan. Loài này được Kraenzl. ex Engl. mô tả khoa học đầu tiên năm 1892.